# Herbert-Walther-Preis
L'Herbert Walther Preis è un premio conferito dal 2009 dalla Deutsche Physikalische Gesellschaft e dalla Optical Society of America per l'eccellenza nel campo dell'ottica quantistica e fisica atomica e per altissimi meriti con riconoscimento internazionale della comunità scientifica. È intitolato al fisico Herbert Walther ed è consegnato negli USA e in Germania. Il premio è accompagnato da 5.000 euro.

## Premiati
- 2009 David Wineland
- 2010 Serge Haroche
- 2011 Marlan Scully
- 2012 Alain Aspect
- 2013 H. Jeff Kimble
- 2014 Massimo Inguscio
- 2015 Peter E. Toschek
- 2016 Peter A. Zoller
- 2017 Randall G. Hulet
- 2018 Gerd Leuchts
- 2019 Peter L. Knight
- 2020 Eugene S. Polzik
- 2021 Wolfgang Schleich
- 2022 Jun Ye